# ناغانو وينتر أولمبيك ’98
ناغانو وينتر أولمبيك ’98 (بالإنجليزية: Nagano Winter Olympics '98)‏ ، هي لعبة فيديو إلكترونية من نوع رياضة الأولمبياد الشتوية، وتسمى في النسخة اليابانية هايبر أولمبيكس إن ناغانو (Hyper Olympics in Nagano) ، نشرها شركة كونامي لنظام بلاي ستيشن سنة 1997م ونينتندو 64 سنة 1998م.

## وصلة خارجية
- Nagano Winter Olympics '98 على موبي غيمز